# Agrostis infirma
Agrostis infirma é uma espécie de gramínea do gênero Agrostis, pertencente à família Poaceae.